# Домашња (Караш-Северин)
Домашња (рум. Domaşnea) насеље је у Румунији у округу Караш-Северин у општини Домашња. Oпштина се налази на надморској висини од 415 m.

## Прошлост
Аустријски царски ревизор Ерлер је 1774. године констатовао да место "Домашна" припада Тамишком округу, Карансебешког дистрикта. Село има милитарски статус а становништво је влашко.

## Становништво
Према подацима из 2002. године у насељу је живело 1500 становника.

### Попис2002.
| Расподела становништва по националности 2002.‍ | Расподела становништва по националности 2002.‍ | Расподела становништва по националности 2002.‍ | Расподела становништва по националности 2002.‍ | Расподела становништва по националности 2002.‍ |
| --------------------------------------------- | --------------------------------------------- | --------------------------------------------- | --------------------------------------------- | --------------------------------------------- |
|                                               |                                               |                                               |                                               |                                               |
| Румуни                                        | Румуни                                        |                                               | 1.474                                         | 98,3%                                         |
| Роми                                          | Роми                                          |                                               | 25                                            | 1,7%                                          |

### Хронологија
| Година       | 1992 | 1993 | 1994 | 1995 | 1996 | 1997 | 1998 | 1999 | 2000 | 2001 | 2002 | 2003 | 2004 | 2005 | 2006 | 2007 | 2008 | 2009 | 2010 | 2011 | 2012 | 2013 | 2014 | 2015 | 2016 | 2017 |
| ------------ | ---- | ---- | ---- | ---- | ---- | ---- | ---- | ---- | ---- | ---- | ---- | ---- | ---- | ---- | ---- | ---- | ---- | ---- | ---- | ---- | ---- | ---- | ---- | ---- | ---- | ---- |
| Становништво | 1680 | 1666 | 1639 | 1612 | 1579 | 1564 | 1558 | 1541 | 1523 | 1508 | 1491 | 1481 | 1471 | 1467 | 1464 | 1465 | 1468 | 1441 | 1435 | 1406 | 1417 | 1385 | 1361 | 1325 | 1325 | 1320 |